# (5441) Andymurray
(5441) Andymurray – planetoida z pasa głównego planetoid.

## Odkrycie i nazwa
Odkrył ją Robert McNaught 8 maja 1991 roku w Obserwatorium Siding Spring. Nazwa planetoidy pochodzi od Andy’ego Murraya (ur. 1987) – szkockiego tenisisty i dwukrotnego mistrza olimpijskiego w grze pojedynczej. Przed nadaniem nazwy planetoida nosiła oznaczenie tymczasowe 1991 JZ1.

## Orbita
(5441) Andymurray obiega Słońce w średniej odległości 3,05 j.a. w czasie 5 lat i 120 dni.